# Голиков, Виктор Андреевич
Виктор Андреевич Голиков (12 февраля 1914, Новороссийск — 27 апреля 1997, Москва), помощник Генерального секретаря ЦК КПСС по вопросам внутренней политики и сельского хозяйства (1954—1982 гг.). Помощник Л. И. Брежнева, работавший с ним дольше всех.

## Биография
В детстве потерял левую руку.
По путёвке комсомола был направлен в Ростов-на Дону, в Государственный индустриально-педагогический институт, который окончил в 1935 году. Учитель истории в родной школе, затем директор средней школы № 7 в Новороссийске.
Член ВКП(б) с 1939 года.
В декабре 1939 года был избран депутатом Новороссийского горсовета.
С 1940 года работал секретарем Краснодарского крайкома ВЛКСМ. Окончил Высшую партийной школу при ЦК ВКП(б) (1945).
В декабре 1953 года был зачислен слушателем годичных курсов диссертантов при Академии общественных наук. В 1954 году защитил диссертацию по вопросам сельскохозяйственной кооперации в 1920-е годы.
На посту заведующего сектором агитации ЦК Компартии Молдавии познакомился с новым первым секретарём ЦК компартии республики Леонидом Брежневым, готовил для него обзоры печати, тезисы докладов.
На протяжении трёх последующих десятилетий — работал рядом с Брежневым. Наиболее значимыми вопросами, которыми занимался, были аграрная политика в стране и улучшение отношений с Китаем.
С 1954 по 1982 год — помощник второго, затем первого секретаря ЦК КП Казахстана, помощник секретаря ЦК КПСС, помощник Председателя Президиума Верховного Совета СССР, помощник секретаря ЦК КПСС, помощник первого, Генерального секретаря ЦК КПСС.
По свидетельству А. Черняева Голиков - "лучший друг Трапезникова, черносотенец и сталинист"
С ноября 1982 года — консультант группы консультантов при Секретариате ЦК КПСС.
С 30 мая 1983 года — на пенсии.
Кандидат в члены ЦК КПСС (1981—1986). Дважды избирался депутатом Верховного Совета РСФСР по Новороссийскому округу — в 1971-м и в 1975-м годах. Депутат Верховного Совета СССР 10-го созыва.
Почётный гражданин Новороссийска (2007, посмертно).
Скончался 27 апреля 1997 года. Похоронен в Москве, на Троекуровском кладбище (10 уч.).

## Труды
- Деятельность Коммунистической партии Советского Союза по развитию и укреплению сельскохозяйственной кооперации. (1921—1929 гг.) / В. Голиков, канд. ист. наук. — Алма-Ата : Казгосиздат, 1956. — 128 с.
- Важнейший этап развития сельскохозяйственной кооперации в СССР. (1921—1929 гг.) / В. А. Голиков, канд. ист. наук. — М. : Сельхозиздат, 1963. — 200 с.
- Итоги и перспективы : Сельское хозяйство после мартовского Пленума ЦК КПСС : [Сборник статей] / [Под общ. ред. канд. ист. наук В. А. Голикова]. — М. : Политиздат, 1967. — 271 с.
- Кооперирование сельского хозяйства СССР. — М. : Прогресс, 1983. — 143 с.